# Schizotheca serratimargo
Schizotheca serratimargo är en mossdjursart som först beskrevs av Walter Douglas Hincks 1886.  Schizotheca serratimargo ingår i släktet Schizotheca och familjen Phidoloporidae. Inga underarter finns listade i Catalogue of Life.